# Miquel de Cordelles i Ramanyer
Miquel de Cordelles i Ramanyer (Barcelona s.XVII - Barcelona s.XVIII) fou militar català durant la Guerra de Successió Espanyola.
El coronel Miquel de Cordelles fou un destacat partidari progermànic.
La seva família pertanyia a la burgesia catalana de Barcelona compromesa amb el règim austriacista, era cunyat d'un general de l'Imperi, Georg Ignaz von Tattenbach, i un avantpassat seu, el Canonge Jaume Cordelles i Oms, havia estat el 79è President de la Generalitat de Catalunya. D'entre els seus germans, els que més es destacaren en la lluita foren l'Abat Francesc de Cordelles i Ramanyer, el Coronel Jaume de Cordelles i Ramanyer i En Felicià de Cordelles i Ramanyer.